# Bob Kurland
Robert Albert Kurland (St. Louis, 23 december 1924 – Sanibel, 29 september 2013) was een Amerikaans basketballer. Hij won met het Amerikaans basketbalteam de gouden medaille op de Olympische Zomerspelen 1948 en de Olympische Zomerspelen 1952.
Kurland speelde voor het team van de Oklahoma State University en de Phillips 66ers. Tijdens de Olympische Spelen speelde hij beide keren zeven wedstrijden, inclusief de finales.
In 1961 werd hij opgenomen in de Basketball Hall of Fame. Na zijn carrière als speler was hij werkzaam bij Phillips Petroleum.
11 Lew Beck · 
12 Ralph Beard · 
15 Alex Groza · 
23 Cliff Barker · 
24 Ray Lumpp · 
26 Kenny Rollins · 
27 Wallace Jones · 
30 Vince Boryla · 
33 Don Barksdale · 
55 Jesse Renick · 
66 Gordon Carpenter · 
77 Jackie Robinson · 
90 Bob Kurland · 
99 Robert Pitts · 
Coach Bud Browning